# La Rotonda (Li Galli)
La Rotonda è un'isola dell'Italia, in Campania. Appartenente al comune di Positano, fa parte del gruppo de Li Galli.

## Geografia
L'isola deve il suo nome alla sua forma vagamente rotondeggiante, che la differenzia dalle altre due del piccolo arcipelago. Situata ad ovest di Positano, e di fronte alla fascia costiera meridionale dei comuni di Massa Lubrense, Sorrento, Sant'Agnello e Piano di Sorrento; La Rotonda sorge a sud ovest dell'arcipelago, fra il Gallo Lungo e La Castelluccia. Ad ovest di essa si trova lo Scoglio Vetara.